# Энье-ле-Дюк
Энье́-ле-Дюк (фр. Aignay-le-Duc) — коммуна во Франции, находится в регионе Бургундия. Департамент коммуны — Кот-д’Ор. Входит в состав кантона Энье-ле-Дюк. Округ коммуны — Монбар.
Код INSEE коммуны — 21004.

## Население
Население коммуны на 2010 год составляло 323 человека.
| 1962 | 1968 | 1975 | 1982 | 1990 | 1999 | 2010 |
| ---- | ---- | ---- | ---- | ---- | ---- | ---- |
| 572  | 630  | 534  | 528  | 455  | 403  | 323  |

## Экономика
В 2010 году среди 178 человек трудоспособного возраста (15—64 лет) 135 были экономически активными, 43 — неактивными (показатель активности — 75,8 %, в 1999 году было 67,7 %). Из 135 активных жителей работали 124 человека (65 мужчин и 59 женщин), безработных было 11 (3 мужчин и 8 женщин). Среди 43 неактивных 8 человек были учениками или студентами, 17 — пенсионерами, 18 были неактивными по другим причинам.